# Маруша Мишмаш
Маруша Мишмаш (словен. Maruša Mišmaš; Гросупље, 24. октобар 1994. је словеначка атлетичарка која трчи средње стазе, најчешће 1.500 и 3.000 метара, као и трке са препонама 400 метара и препрекама 3.000 м. Члан је атлетског клуба МАСС из Љубљане.

## Спортска биографија
На почетку каријере трчала је дисциплину 400 метара са препонама. и освојила 5 место на Илимпијским играма младих 2010. у Сингапуру. Касније прелази на 1.500 м и осваја 9. место на Светском првенству за јуниоре 2012. Почетком 2013. такмичила у сениорској конкуренцији на Европском првенству у дворани у Гетеборгу, и испада у полуфиналу на 1.500 метара. Исте године освојила је сребрну медаљу у трци на 3.000 м са препрекама на јунорском превенству Европе у Ријетију и екипно на Европском првенству у кросу у Београду.
Мишмаш је добитник награде Словеначка атлетиња године за 2020. а 2021. године награду је поделила са Тином Шутеј.

## Значајнији резултати
| Год.      | Такмичење                                              | Место                  | Дисцилина        | Пласман   | Резултат  |
| Словенија | Словенија                                              | Словенија              | Словенија        | Словенија | Словенија |
| --------- | ------------------------------------------------------ | ---------------------- | ---------------- | --------- | --------- |
| 2010.     | Квалификације за Олимпијске игре младих                | Москва, Русија         | 400 м препоне    | 4.        | 60,73     |
| 2010.     | Европско екипно првенство у атлетици 2010 — Прва лига  | Будимпешта Мађарска    | 400 м препоне    | 11.       | 61,58     |
| 2010.     | Олимпијске игре младих                                 | Сингапур               | 400 м препоне    | 5.        | 1:00,69   |
| 2011.     | Светско првенство младих                               | Лил Француска          | 400 м препоне    | 21.       | 1:02,45   |
| 2011.     | Европско првенство за јуниоре                          | Талин Естонија         | 400 м препоне    | 21        | 1:01,74   |
| 2011.     | Европско првенство у кросу                             | Велење Словенија       | јуниорке         | 21.       | 13:58     |
| 2012.     | Светско јуниорско првенство                            | Барселона, Шпанија     | 800 м            | 19.       | 2:07,23   |
| 2012.     | Светско јуниорско првенство                            | Барселона, Шпанија     | 1.500 м          | 9         | 4:14,96   |
| 2012.     | Европско првенство у кросу                             | Будимпешта Мађарска    | јуниорке         | 4.        | 13:44     |
| 2013.     | Европско првенство у дворани                           | Гетеборг, Шведска      | 1500 м           | 9.        | 4:27,45   |
| 2013.     | Европско екипно првенство у атлетици 2013 — Друга лига | Каунас Литванија       | 5.000 м          | 4.        | 16:35,89  |
| 2013.     | Европско екипно првенство у атлетици 2013 — Друга лига | Каунас Литванија       | 3.000 м препреке |           | 9:58,93   |
| 2013.     | Европско првенство за јуниоре                          | Ријети Италија         | 3.000 м препреке |           | 9:51,15   |
| 2013.     | Европско првенство у кросу                             | Београд Србија         | јуниорке         |           | 13:27     |
| 2014.     | Светско првенство у дворани                            | Сопот, Пољска          | 1.500 м          | 18.       | 4:18,92   |
| 2014.     | Европско првенство                                     | Цирих, Швајцарска      | 3.000 м препреке | 10.       | 9:54,75   |
| 2015.     | Европско првенство у дворани                           | Праг, Чешка            | 3.000 м          | 8.        | 8:59,51   |
| 2021.     | Атлетски митинг у дворани                              | Карлсрухе, Немачка     | 3.000 м          | 5.        | 8:48,82   |
| 2021.     | Балканско првенство у дворани                          | Истанбул, Турска       | 1.500 м          |           | 4:09,43   |
| 2021.     | Европско екипно првенство у атлетици 2021              | Стара Загора, Бугарска | 5.000 м          |           | 15:30,61  |

## Лични рекорди

### Лични рекорди
Стање 25. фебруар 2021.
| Дисциплина       | Резултат | Место        | Датум              |
| на отвореном     |          |              |                    |
| ---------------- | -------- | ------------ | ------------------ |
| 800 м            | 2:05,80  | Марибор      | 17. јун 2012.      |
| 1.500 м          | 4:11,87  | Загреб       | 2. септембар 2014. |
| 3.000 м препреке | 9:40,49  | Талин        | 21. јун 2014.      |
| 400 м препоне    | 1:00,54  | Сингапур     | 19. август 2010.   |
| у дворани        |          |              |                    |
| 800 м            | 2:01,65  | Ново место   | 14. фебруар 2021.  |
| 1.500 м          | 4:09,43  | Истанбул     | 20. фебруар 2021.  |
| 3.000 м          | 8:48,82  | Карлсрухе    | 29. јануар 2021.   |
| 5.000 м          | 15:30,61 | Стара Загора | 20. јун 2021.      |